# Малыгин, Владимир Ардалионович
Влади́мир Ардалио́нович Малы́гин (род. 19 июня 1950) — российский дипломат. Чрезвычайный и полномочный посол (2016).

## Биография
Окончил Московский государственный институт международных отношений (МГИМО) МИД СССР (1972) и Дипломатическую академию МИД СССР (1989). Владеет английским и шведским языками. На дипломатической работе с 1972 года.
- В 1994—1996 годах — советник-посланник Посольства России в Республике Кипр.
- В 2000—2004 годах — заместитель директора Департамента — Генерального секретаря МИД России.
- В 2004—2009 годах — генеральный консул России в Эдинбурге (Великобритания).
- В 2009—2012 годах — заместитель директора Департамента безопасности МИД России.
- В 2012—2014 годах — генеральный консул России в Клайпеде (Литва).
- С июня по декабрь 2014 года — заместитель директора Второго Европейского департамента МИД России.
- С 12 декабря 2014 по 29 октября 2021 года — чрезвычайный и полномочный посол Российской Федерации в Республике Мальта[1][2].

## Дипломатический ранг
- Чрезвычайный и полномочный посланник 2 класса (18 сентября 1996)[3].
- Чрезвычайный и полномочный посланник 1 класса (29 декабря 2005)[4].
- Чрезвычайный и полномочный посол (17 октября 2016)[5].

## Награды
- Орден Дружбы (30 марта 2020) — за большой вклад в реализацию внешнеполитического курса Российской Федерации и многолетнюю добросовестную дипломатическую службу[6]
- Медаль ордена «За заслуги перед Отечеством» II степени (29 октября 2010) — за большой вклад в реализацию внешнеполитического курса Российской Федерации и многолетнюю добросовестную работу, заслуги в научно-педагогической деятельности и подготовке высококвалифицированных кадров[7].
- Почётный работник Министерства иностранных дел Российской Федерации